# Clarity (álbum de Kim Petras)
Clarity é a mixtape de estreia e o primeiro projeto completo da cantora alemã Kim Petras. Foi lançada em 28 de junho de 2019 através de seu próprio selo, BunHead. Nove de suas doze faixas foram lançadas antes do álbum, a partir de abril de 2019. Foi produzida por Made in China, Aaron Joseph, Brandon Hamlin, Jussifer, Oliver e Ben Billions. Petras afirmou que este projeto é a sua “jornada pessoal dos últimos dois anos”.
Os temas principais das faixas abordam os diferentes estágios de espírito após um conturbado término de relacionamento, que vão desde raiva, ciúmes e tristeza até o consumismo exagerado, festas e celebração do amor próprio — este descrito por Petras como a sua “claridade”, justificando o título do projeto. Musicalmente, o álbum é influenciado pelos gêneros synth-pop, pop chiclete, hip hop, R&B contemporâneo, glam rock e pop emo. Petras afirmou que este projeto é sua "jornada pessoal nos últimos dois anos" e recebeu ampla aclamação da crítica.
Clarity recebeu críticas muito positivas dos críticos musicais, que elogiaram seu som pop cativante, com alguns comparando-o a de artistas como Robyn, Britney Spears e Christina Aguilera. Para promover o álbum, ela embarcou na Clarity Tour começando pela América do Norte e depois pela Europa.

## Antecedentes
Muitas músicas lançadas no projeto foram escritas enquanto Petras estava em turnê. Petras equilibrou a escrita e a gravação de mais de 40 novas músicas com sua agenda crescente enquanto se apresentava em todo o mundo. Em uma entrevista para a Billboard, ela afirmou:
| “ | Definitivamente foi sem parar, eu me senti tão inspirada e com tantas idéias que fiquei tão impaciente por entrar no estúdio e fazer essas novas músicas e largá-las. | ” |
|   | — Petras, Billboard. |   |

A primeira música lançada de Clarity foi “Broken”, em 25 de abril de 2019, escrita por Petras e o co-escritor Anthony Medina. Petras mais tarde lançou uma música diferente em serviços de download digital e streaming online durante dez semanas. Petras confirmou em seu Twitter que a décima música lançada do projeto, “Icy”, era o verdadeiro lead single.

## Composição
O álbum contém elementos dos gêneros bubblegum pop, hip hop, R&B contemporâneo, synthpop, dance-pop, glam rock e pop emo. Os críticos também notaram uma mudança para temas mais sombrios e influências de hip-hop no projeto, embora a maioria ainda enfatizasse o aspecto dançante de algumas faixas do álbum.

## Temática musical
Petras disse que o projeto é “sobre [me] encontrar. Começou com 'Broken' e terminará com 'Clarity' porque reflete minha jornada pessoal nos últimos dois anos.” Nove das doze músicas foram lançadas antecipadamente. Quando questionada sobre o por que dela ter decidido lançar sua música dessa maneira, Petras nomeia pelo menos quatro razões diferentes, a primeira e mais irreverente delas: “Eu realmente sou uma merda em escolher singles”. Petras também diz que queria tentar uma “abordagem não convencional”, permitindo que os fãs escolhessem os melhores singles do grupo e até comparou sua estratégia a assistir seu programa de televisão semanal favorito; “Isso faz você passar a semana.” Mas a principal razão por trás de sua metodologia, diz ela, remonta aos seus planos de dominação mundial. “Na primeira vez (com seu lote inicial de singles), eu lançava uma nova música por mês, especialmente com streaming e permanecendo no topo da mente das pessoas e sendo listada”, ela diz. “Então, desta vez, eu fiquei tipo: 'Vamos acelerar a velocidade semanalmente e depois ficar no topo da mente das pessoas o tempo todo'”.
O projeto reflete sobre o que Petras estava sentindo nos meses seguintes a uma separação difícil, na qual ela fala em músicas como “All I Do Is Cry” e “Broken”. “O enredo que existia... eu sabia que o primeiro single seria 'Broken', e então levaria a 'Clarity'. Porque esse tipo de descrição descreve toda a experiência, eu meio que estou passando por um fim de relacionamento e me sentindo realmente machucada, deprimida e perdida. E me sentindo quebrada. Para maior clareza, sou eu quem descobre que tudo que preciso fazer na minha vida é fazer músicas que eu amo e meio que as acompanho. E que basta se eu tiver. Que eu estou bem. Você sabe, sozinha.”, disse ela. O projeto também foi a primeira vez onde Petras estava falando de si mesma e de sua experiência, já que antes ela não estava confiante o suficiente para fazê-lo. A sessão de fotos promocionais e de capa do álbum foi feita pelo fotógrafo Byron Spencer.

## Recepção

### Críticas profissionais
| Críticas profissionais | Críticas profissionais |
| Pontuações agregadas   | Pontuações agregadas   |
| Fonte                  | Avaliação              |
| ---------------------- | ---------------------- |
| Metacritic             | 83/100                 |
| AOTY                   | 72/100                 |
| Avaliações da crítica  |                        |
| Fonte                  | Avaliação              |
| The Guardian           | [ 2 ]                  |
| The New York Times     | 10/10                  |
| NME                    | [ 16 ]                 |
| Pitchfork              | 7.2/10                 |
| Variety                | 7.5/10                 |
| DIY                    | [ 1 ]                  |

Clarity recebeu críticas positivas pela mídia especializada. No Metacritic, o álbum recebeu uma pontuação de 83 em 100, indicando "aclamação universal". A revista Variety chamou o álbum de “música pop robusta” e o comparou favoravelmente ao álbum de Robyn, de 1995, Robyn Is Here, também fazendo uma comparação entre a trajetória profissional de Petras e a da cantora Lorde.
Comparando o disco com os sucessos pop do início dos anos 2000 de Britney Spears e Christina Aguilera, o The Guardian deu ao álbum 4 de 5 estrelas e elogiou seu som power pop. Ele também escreveu que o “pop chiclete viciante” de Petras a faz “soar como uma superestrela de um universo paralelo” e elogiou sua experiência musical. Escrevendo para o Stereogum, Chris DeVille identificou o tema principal do álbum como “busca de libertação através do sexo e do materialismo”. DeVille observou que isso marca uma mudança no conteúdo de Petras de “um som pop brilhante para um território mais nebuloso, mais triste e mais adjacente ao hip hop” e elogiou-o como “uma coleção impressionante". Tyler Mazaheri, da Flaunt, favoreceu a promoção não tradicional do álbum, um single por semana, e elogiou o projeto por seus “refrões cativantes sobrepostos a batidas dançantes”, acrescentando que “o álbum certamente trará todos os bops que [o público] ouvirá no clube para um futuro imprevisível.” Em sua crítica ao single “Icy”, Michael Love Michael, da Paper, proclamou “Kim Petras pode ter lançado uma das coleções pop mais atraentes deste ano”.

### Listas de fim de ano
| Crítica/Publicação | Lista                             | Posição | Ref.   |
| ------------------ | --------------------------------- | ------- | ------ |
| Billboard          | Os 50 melhores álbuns de 2019     | 48      | [ 20 ] |
| The New York Times | Melhores Álbuns de 2019           | 4       | [ 21 ] |
| Uproxx             | Os 35 melhores álbuns pop de 2019 | 17      | [ 5 ]  |

## Promoção

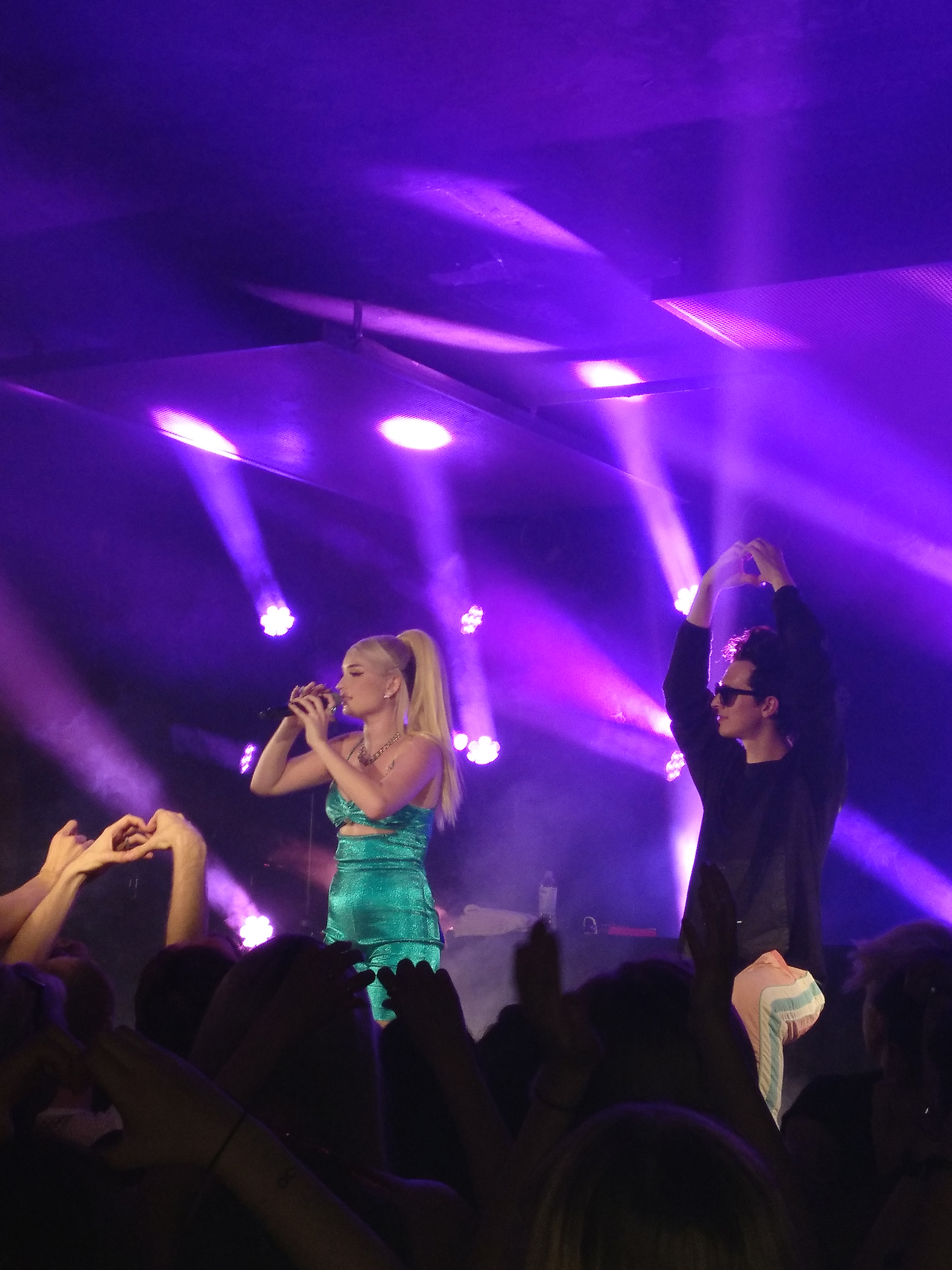
Petras se apresentando ao lado de A. Joseph durante a Broken Tour em Berlim.

Antes do lançamento de Clarity, Petras embarcou em sua turnê promocional de 24 paradas, The Broken Tour. Durante maio e junho, Petras apareceu em várias capas de revistas, incluindo as da Galore, The Gay Times, Flaunt, Notion e AtKode.

### Singles
Petras lançou a primeira música de Clarity, “Broken”, em 25 de abril de 2019. Ela lançou uma música diferente para serviços de streaming durante dez semanas em preparação para sua turnê de estreia, Broken Tour. A cantora mais tarde confirmou no Twitter que a décima música a ser lançada do álbum, “Icy”, era o verdadeiro lead single.

## Alinhamento de faixas
| Clarity – Edição Padrão |                    |                                                                       |                                        |         |  |
| N.º                     | Título             | Compositor(es)                                                        | Produtor(es)                           | Duração |  |
| 1.                      | "Clarity"          | Kim Petras Lukasz Gottwald Aaron Joseph Aaron Jennings Brandon Hamlin | Made in China Joseph Bham              | 2:02    |  |
| 2.                      | "Icy"              | Petras Gottwald Joseph Theron Thomas Vaughn Oliver                    | Made in China Joseph Oliver            | 3:09    |  |
| 3.                      | "Got My Number"    | Petras Gottwald Joseph Jennings Jussifer                              | Made in China Joseph                   | 2:54    |  |
| 4.                      | "Sweet Spot"       | Petras Gottwald Joseph Thomas Oliver                                  | Made in China Joseph Oliver            | 3:14    |  |
| 5.                      | "Personal Hell"    | Petras Gottwald Joseph Thomas Oliver                                  | Made in China Joseph Oliver            | 3:40    |  |
| 6.                      | "Broken"           | Petras Gottwald Joseph Thomas Hamlin Ben Diehl                        | Made in China Joseph Bham Ben Billions | 3:48    |  |
| 7.                      | "All I Do Is Cry"  | Petras Gottwald Joseph Nic Nac                                        | Made in China Joseph                   | 3:23    |  |
| 8.                      | "Do Me"            | Petras Gottwald Joseph Thomas Oliver                                  | Made in China Joseph Oliver            | 3:32    |  |
| 9.                      | "Meet the Parents" | Petras Gottwald Joseph Jennings                                       | Made in China Joseph                   | 2:12    |  |
| 10.                     | "Another One"      | Petras Gottwald Joseph Thomas Love                                    | Made in China Joseph                   | 3:45    |  |
| 11.                     | "Blow It All"      | Petras Gottwald Joseph Thomas Ryan Ogren                              | Made in China Joseph                   | 2:58    |  |
| 12.                     | "Shinin'"          | Petras Gottwald Joseph Thomas Jennings                                | Made in China Joseph                   | 3:35    |  |
| Duração total:          | Duração total:     | Duração total:                                                        | Duração total:                         | 38:12   |  |

## Desempenho nas tabelas musicais
| País — Tabela musical (2019)        | Melhor posição |
| ----------------------------------- | -------------- |
| Estados Unidos (Heatseekers Albums) | 7              |
| Estados Unidos (Independent Albums) | 28             |
| Estados Unidos (Top Current Albums) | 78             |

## Histórico de lançamento
| Região | Data                | Formato                    | Versão | Gravadora              | Ref.          |
| ------ | ------------------- | -------------------------- | ------ | ---------------------- | ------------- |
| Várias | 28 de junho 2018    | Download digital streaming | Padrão | BunHead Amigo Republic | [ 30 ] [ 34 ] |
| Várias | 12 de junho de 2020 | Vinil                      | Padrão | BunHead                | [ 35 ]        |